# Arlington (hrabstwo Bennington)
Arlington – jednostka osadnicza w Stanach Zjednoczonych, w stanie Vermont, w hrabstwie Bennington.